# Марк Валерий Мессала Барбат
Марк Валерий Мессала Барбат (лат. Marcus Valerius Messala Barbatus Messalinus), (12 до н. э. — 20) — отец Мессалины.

## Биография
Марк Валерий был выходцем из древнего патрицианского рода Валериев Мессал. Матерью Марка Валерия была Клавдия Марцелла Младшая, дочь Октавии Младшей от первого брака с Гаем Клавдием Марцеллом. Таким образом Марк Валерий был внучатым племянником Октавиана. Его отцом был Марк Валерий Мессала Барбат Аппиан, консул 12 года до н. э., при рождении Гай Клавдий Пульхр, усыновлённого в род Валериев Мессал.
У Марка была родная сестра, носившая имя Клавдия Пульхра, поскольку была рождена до усыновления Гая Клавдия. Около 15 года он женился на Домиции Лепиде Младшей, своей двоюродной сестре по материнской линии. Она была дочерью Антонии Старшей от Гнея Домиция Агенобарба. Около 17 года у пары родилась девочка, Мессалина, позже ставшая женой императора Клавдия.
О карьере и жизни Марка Валерия практически ничего неизвестно. Скончался в 20 году, не успев вступить в консульскую должность. Возможно, был консулом в 20 году вместе с Марком Аврелием Коттой Максимом Мессалином.